# Lidingö Vikings HC
Lidingö Vikings HC är en ishockeyklubb från Lidingö i Stockholms län. Ursprungligen bildades IFK Lidingö 1932 och ishockey i föreningen kom igång någon gång i slutet av 1940-talet. 1985 delades IFK Lidingö upp i olika f öreningar efter idrottsgren. Den nya ishockeyföreningens namn blev Lidingö HC.
På 1990-talet togs sig klubbens A-lag till Division 1 säsongen 1997/1998 och till säsongen 1999/2000 hade man kvalificerat sig för den nybildade Allsvenskan. Men satsningen höll inte ekonomiskt och föreningen, som var nära konkurs, tvingades dra sig ur Allsvenskan till säsongen 2000/2001. Ett nytt A-lag bildades till nästa säsong men fick starta i Division 3. Två gånger har man sedan dess kvalat till division 1 utan att lyckas ta sig upp. Säsongen 2018/2019 spelar man i Hockeytrean.